# Ukko (Linnanmäki)
Pour l’article homonyme, voir Ukko Ylijumala pour le dieu de la mythologie finnoise..
Ukko est un parcours de montagnes russes en métal situé à Linnanmäki, à Helsinki en Finlande. Son nom vient du dieu suprême dans la mythologie finnoise, Ukko Ylijumala.

## Circuit
Le circuit ressemble à un anneau de 46 mètres soutenu d'un côté par une tour. Le train commence par monter le lift hill vertical le long de la tour. Puis il fait un heartline roll, redescend verticalement et passe vers la gare. Il remonte à la moitié de la hauteur, revient en arrière, puis retourne vers la gare.

## Statistiques
- Trains: Un train de deux wagons. Les passagers sont placés à deux sur trois rangs pour un total de 12 passagers.
- Éléments: Heartline roll
- Poids: 250 tonnes d'acier
- Electricité consommée: 300 kW